# Richlandtown
Richlandtown  è una borough degli Stati Uniti d'America, nella contea di Bucks nello Stato della Pennsylvania. Secondo il censimento del 2010 la popolazione è di 1.327 abitanti.

## Società

### Evoluzione demografica
La composizione etnica vede una maggioranza di quella bianca (98,29%), seguita dagli asiatici (0,47%) dati del 2000.
| borough di Richlandtown Popolazione |       |
| 2000                                | 1.283 |
| 2010                                | 1.327 |